# Oleg Wladimirowitsch Lossew

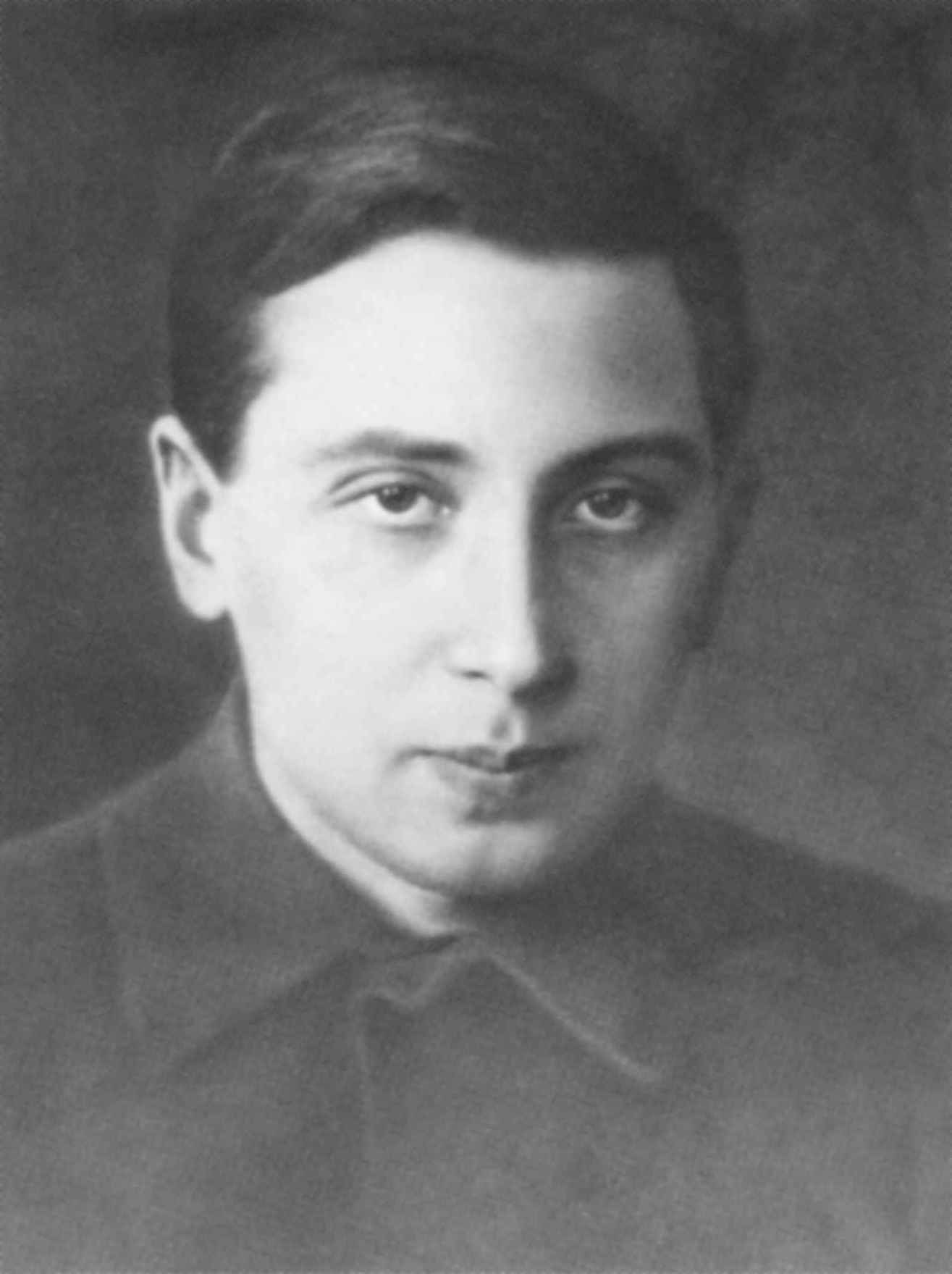
Oleg Lossew

Oleg Wladimirowitsch Lossew (russisch Олег Владимирович Лосев; * 27. Apriljul. / 10. Mai 1903greg. in Twer; † 22. Januar 1942 in Leningrad) war ein sowjetischer Hochfrequenztechniker.

## Leben
Lossews Interesse für die Funktechnik erwachte 1917 als Schüler nach dem Vortrag des Leiters der Twerer Funkstation, wo er Michail Alexandrowitsch Bontsch-Brujewitsch und den Professor des Rigaer Polytechnischen Institutes Wladimir Konstantinowitsch Lebedinski traf. 1920 ging Lossew nach Moskau, und studierte am Institut für Fernmeldewesen. Beim ersten Russischen Funktechnikkongress traf er seine früheren Freunde von der Twerer Funkstation, die inzwischen zum 1918 mit Ukas Lenins gegründeten Nischni Nowgoroder Lenin-Radiolaboratorium (NRL) gewechselt waren. Dann gab Lossew das Studium auf und ging nach Nischni Nowgorod, wo es ihm gelang, im NRL wissenschaftlich zu arbeiten.
Ab 1920 arbeitete er, ausgehend vom Kristalldetektor, auf dem Gebiet der Halbleitertechnik. Im Mai 1924 publizierte er als Funkamateur in einem französischen Radiojournal einen Artikel über einen Detektor-Verstärker.
1927 entdeckte er die Elektrolumineszenz beim Stromdurchgang durch einen Karborund-Kristall (siehe Round-Effekt) wieder.
Er entdeckte auch, dass Kristalldetektoren unter bestimmten Voraussetzungen zur Schwingungserzeugung geeignet sind, und entwickelte darauf seinen Crystadyn-Empfänger ("детектор-генератор" bzw. "кристадин"). Infolge mangelnder Halbleiterkenntnisse und der sich rasch ausbreitenden Röhrentechnik geriet dieser in Vergessenheit.
Als 1928 das NRL in das Leningrader Zentrale Radiolaboratorium (ZRL) überführt wurde, ging Lossew mit dem Laboratorium nach Leningrad, wo er sich auf die Untersuchung der Halbleiterkristalle konzentrierte. Einen Teil seiner experimentellen Arbeiten führte er mit Zustimmung Abram Fjodorowitsch Joffes im Physikalisch-Technologische Institut (LPTI) durch.
1937 erhielt Lossew einen Lehrauftrag am 1. Leningrader Medizinischen Institut. 1938 wurde er vom Industrie-Institut zum Kandidaten der physikalisch-mathematischen Wissenschaften promoviert. Während der Leningrader Blockade ließ sich Lossew gegen den Rat Joffes nicht evakuieren. Er starb an Unterernährung im Hospital des 1. Leningrader Medizinischen Instituts.